# Cushmanella
Cushmanella es un género de foraminífero bentónico de la subfamilia Alliatininae, de la familia Robertinidae, de la superfamilia Robertinoidea, del suborden Robertinina y del orden Robertinida. Su especie tipo es Nonionina brownii. Su rango cronoestratigráfico abarca el Holoceno.

## Clasificación
Cushmanella incluye a las siguientes especies:
- Cushmanella brownii
- Cushmanella devonica
- Cushmanella excentrica
- Cushmanella insolita
- Cushmanella nitida
- Cushmanella obnata

Otras especies consideradas en Cushmanella son:
- Cushmanella antarctica, de posición genérica incierta
- Cushmanella falsa, de posición genérica incierta
- Cushmanella panayana, de posición genérica incierta
- Cushmanella pilasensis, de posición genérica incierta
- Cushmanella primitiva, aceptado como Alliatina primitiva

En Cushmanella se ha considerado el siguiente subgénero:
- Cushmanella (Nonionina), aceptado como género Nonionina